# Survey of London
Survey of London est un projet de recherche destiné à produire un ensemble de connaissances historiques et architecturales concernant l'ancien Comté de Londres. Il a été fondé en 1894 par Charles Robert Ashbee, architecte membre du mouvement Arts & Crafts, également penseur de la société et motivé par le désir d'inventorier et préserver les monuments londoniens. Le premier volume a été publié en 1900, mais l'œuvre n'a pas été achevée. Bien qu'ayant commencé comme un effort volontaire individuel, le projet passe plus tard sous la protection du gouvernement ; il est actuellement géré par English Heritage. 
L'étude consiste en une série de volumes principalement organisés selon le système de paroisses. Chaque volume décrit une aire géographique en donnant un contexte historique suffisant pour contextualiser l'architecture locale, et décrit ensuite les rues et bâtiments notables un par un. L'étude historique se veut une revue exhaustive et détaillée des sources primaires. Des bâtiments qui sont parfois succinctement mentionnés dans Buildings of England (en) peuvent ici avoir une description de plusieurs milliers de mots. Cependant, les premières éditions ignoraient les bâtiments construits après 1800.
Étant donné l'ampleur de la tâche, il n'y a pour le moment pas de projet d'étendre le projet au Grand Londres. En 2009, la série principale comporte 47 volumes publiés. La plupart des volumes décrivent un district londonien chacun, mais certains volumes sont consacrés à un bâtiment. Ont également été publiées 17 monographies concernant des bâtiments particuliers. La plupart des volumes n'ont pas reçu de mise à jour depuis leur publication, mais ceux ayant été publiés sur internet ont reçu une mise à jour limitée.